# Sibuni (Ort)
Sibuni ist ein osttimoresischer Ort im Suco Sibuni (Verwaltungsamt Bobonaro, Gemeinde Bobonaro). Er liegt im Südosten der Aldeia Sibuni, auf einer Meereshöhe von 647 m. Südöstlich liegt das Dorf Holmesel, südwestlich der Ort Mapeop. Im Dorf befinden sich der Sitz des Sucos, eine Kapelle, ein Hospital und eine Grundschule. Östlich des Ortes steht eine Sendeanlage der Timor Telecom.